# Хелртва
Хе́лртва (груз. ხელრთვა) — каліграфічна монограма, печатка чи підпис грузинських монархів, патріархів, королівських і шляхетних князів. Кожний грузинський монарх мав свою індивідуальну хелртву. Хелртви досить сильно різнилися від людини до людини.

Монета з хелртвою цариці Тамар, 1187 рік

Слово «хелртва» грузинською мовою буквально означає «прикрашати рукою»: «хелі» означає «рука», а «ртва» означає «прикрашати». Підписи виконувалися в одному з трьох грузинських алфавітів, здебільшого в нусхурі і мхедрулі, хоча королівські монограми були найчастіше написані різновидом асомтаврулі. Це відіграло значну роль у датуванні документів середньовічної доби, що виченню їх зробив початок Іван Джавахішвілі. Незважаючи на те, що середньовічні грузинські документи писалися за певною схемою, де в кожному документі можна визначити до семи частин (між іншими й хелртву, автографи писарів або службовців, дату), багато середньовічних документів можна датувати тільки завдяки унікальним хелртвам правителів. Цікава й низка підробок, що збереглася в Національному архіві Міністерства юстиції Грузії.

Хелртва цариці Тамар і Давида Сослана

Давід Капанадзе в російськомовному виданні своєї книжки «Грузинська нумізматика» (1955) списує хелртву як факсиміле особистого підпису і вказує, що хелртви зустрічаються і на монетах, і на книжках, що належали грузинським царям (див. Ванське Євангеліє).